# Міністр продовольства і сільського господарства Норвегії
Міністр продовольства і сільського господарства (норв. Landbruks- og matministeren) є членом уряду Норвегії і очільником Міністерства продовольства і сільського господарства.
Посада заснована разом із міністерством 1 квітня 1900 року. Першим міністром став Уле Антон Квам. До 2004 року посада називалася Міністр сільського господарства. Під час окупації в Другій світовій війні міністр сільського господарства разом з урядом був евакуйований до Лондона.
Діючий міністр Йон Георг Даль, який призначений 16 грудня 2015 року, став 51-м міністром сільського господарства Норвегії (не враховуючи чотирьох міністрів, призначених окупаційного владою під час Другої світової війни).
Найдовше на посаді прослужив Ганс Юстгорд, який пропрацював 10 років і 87 днів. Найменше — Йогана Нігаршервольд — шістнадцять днів. Гунгільд Еянген служив більше дев'яти років, і Гуннар Кнудсен більше восьми, обидва протягом двох термінів. Гокон Фіве призначався чотири рази, служивши майже п'ять років. Єнс Гундсет служив у кабінеті, будучи прем'єр-міністром.

## Список міністрів
У списку перераховуються міністри продовольства і сільського господарства Норвегії, вказується їхня партія, дата прийняття та звільнення з посади, термін повноважень у роках та днях та Кабінет міністрів, в якому вони служили.
Ключі
Різними кольорами виділяються партії, до яких належали міністри.
      Аграрна / Партія Центру

      Християнсько-демократична партія

      Консервативна партія

      Робітнича партія

      Вільнодумна ліберальна партія

      Ліберальна партія

      Помірна ліберальна партія

      Національне єднання

      Партія прогресу

      Незалежний політик
| Портрет | Міністр                 | Партія                        | Дата призначення  | Дата відставки    | Термін служби     | Кабінет                | Примітки      |
| ------- | ----------------------- | ----------------------------- | ----------------- | ----------------- | ----------------- | ---------------------- | ------------- |
|         | Уле Антон Квам          | Ліберальна партія             | 31 березня 1900   | 5 листопада 1900  | 0 років, 220 днів | Стеен II               | [ 3 ]         |
|         | Воллерт Конов (H)       | Ліберальна партія             | 5 листопада 1900  | 8 червня 1903     | 2 роки, 216 днів  | Стеен II Блер І        | [ 4 ] [ 5 ]   |
|         | Гуннар Кнудсен          | Ліберальна партія             | 8 червня 1903     | 22 жовтня 1903    | 0 років, 137 днів | Блер І                 | [ 5 ]         |
|         | Христіан Матієсен       | Консервативна партія          | 22 жовтня 1903    | 26 вересня 1904   | 0 років, 340 днів | Гагеруп II             | [ 6 ]         |
|         | Йоган Егеберг Мельбю    | Консервативна партія          | 26 вересня 1904   | 11 березня 1905   | 0 років, 167 днів | Гагеруп II             | [ 6 ]         |
|         | Осмунд Галворсен Він'є  | Вільнодумна ліберальна партія | 11 березня 1905   | 6 листопада 1906  | 1 рік, 241 днів   | Міхелсен               | [ 7 ]         |
|         | Свен Оррестад           | Ліберальна партія             | 6 листопада 1906  | 19 березня 1908   | 1 рік, 135 днів   | Міхелсен Левланд       | [ 7 ] [ 8 ]   |
|         | Ганс Конрад Фуснес      | Ліберальна партія             | 19 березня 1908   | 2 лютого 1910     | 1 рік, 321 днів   | Кнудсен I              | [ 9 ]         |
|         | Воллерт Конов (H)       | Помірна ліберальна партія     | 2 лютого 1910     | 1 березня 1910    | 0 років, 28 днів  | Конов                  | [ 10 ]        |
|         | Бернт Голтсмарк         | Помірна ліберальна партія     | 1 березня 1910    | 20 лютого 1912    | 1 рік, 357 днів   | Конов                  | [ 10 ]        |
| —       | Ерік Енге               | Помірна ліберальна партія     | 20 лютого 1912    | 31 січня 1913     | 0 років, 346 днів | Братлі                 | [ 11 ]        |
|         | Гуннар Кнудсен          | Ліберальна партія             | 31 січня 1913     | 12 грудня 1919    | 7 років, 316 днів | Кнудсен II             | [ 12 ]        |
|         | Гокон Фіве              | Ліберальна партія             | 12 грудня 1919    | 21 червня 1920    | 0 років, 192 днів | Кнудсен II             | [ 12 ]        |
|         | Гундер Антон Ярен       | Консервативна партія          | 21 червня 1920    | 22 червня 1921    | 1 рік, 1 днів     | Бар Галворсен I        | [ 13 ]        |
| —       | Мартін Олсен Налум      | Ліберальна партія             | 22 червня 1921    | 26 липня 1921     | 0 років, 35 днів  | Блер II                | [ 14 ]        |
|         | Гокон Фіве              | Ліберальна партія             | 26 липня 1921     | 6 березня 1923    | 0 років, 224 днів | Блер II                | [ 14 ]        |
|         | Андерс Венгер           | Консервативна партія          | 6 березня 1923    | 25 липня 1924     | 1 рік, 112 днів   | Бар Галворсен II Берге | [ 15 ] [ 16 ] |
|         | Гокон Фіве              | Ліберальна партія             | 25 липня 1924     | 5 березня 1926    | 1 рік, 224 днів   | Мовінкель I            | [ 17 ]        |
|         | Уле Бере                | Консервативна партія          | 5 березня 1926    | 28 січня 1928     | 1 рік, 323 днів   | Люкке                  | [ 18 ]        |
|         | Йоган Нюгордсвольд      | Робітнича партія              | 28 січня 1928     | 15 лютого 1928    | 0 років, 16 днів  | Горнсруд               | [ 19 ]        |
| —       | Ганс Йоргенсен Орстад   | Ліберальна партія             | 15 лютого 1928    | 12 травня 1931    | 1 рік, 88 днів    | Мовінкель II           | [ 20 ]        |
| —       | Йон Сундбю              | Аграрна                       | 12 травня 1931    | 25 лютого 1932    | 0 років, 290 днів | Колстад                | [ 21 ]        |
|         | Івар Кіркебю-Гарстад    | Аграрна                       | 25 лютого 1932    | 14 березня 1932   | 0 років, 19 днів  | Колстад                | [ 21 ]        |
|         | Єнс Гундсейд            | Аграрна                       | 14 березня 1932   | 3 березня 1933    | 0 років, 353 днів | Гундсейд               | [ 22 ]        |
|         | Гокон Фіве              | Ліберальна партія             | 3 березня 1933    | 20 березня 1935   | 2 роки, 20 днів   | Мовінкель III          | [ 23 ]        |
| —       | Ганс Юстгорд            | Робітнича партія              | 20 березня 1935   | 24 червня 1945    | 10 років, 87 днів | Нюгордсвольд           | [ 24 ]        |
| —       | Тормод Густад           | Національне єднання           | 9 квітня 1940     | 15 квітня 1940    | 0 років, 7 днів   | Кіслінг I              | [ 25 ]        |
| —       | Расмус Морк             | Незалежний політик            | 15 квітня 1940    | 25 вересня 1940   | 0 років, 164 днів | Окупаційна влада       | [ 25 ]        |
| —       | Торстейн Фретгейм       | Національне єднання           | 25 вересня 1940   | 30 січня 1942     | 1 рік, 128 днів   | Окупаційна влада       | [ 25 ]        |
| —       | Трюгве Делі Лаурантцон  | Національне єднання           | 30 січня 1942     | 8 травня 1945     | 3 роки, 97 днів   | Кіслінг II             | [ 25 ]        |
|         | Ейнар Фрогнер           | Аграрна                       | 24 червня 1945    | 11 травня 1945    | 0 років, 135 днів | Гергардсен I           | [ 26 ]        |
| —       | Крістіан Ф'єльд         | Робітнича партія              | 11 травня 1945    | 19 листопада 1951 | 6 років, 223 днів | Гергардсен II          | [ 27 ]        |
| —       | Расмус Нордбе           | Робітнича партія              | 19 листопада 1951 | 22 січня 1955     | 3 роки, 65 днів   | Торп                   | [ 28 ]        |
|         | Улав Мейсдальсгаген     | Робітнича партія              | 22 січня 1955     | 14 травня 1956    | 1 рік, 113 днів   | Гергардсен III         | [ 29 ]        |
| —       | Гаральд Йоган Лебак     | Робітнича партія              | 14 травня 1955    | 24 квітня 1960    | 4 рік, 346 днів   | Гергардсен III         | [ 29 ]        |
| —       | Ейнар Вегні             | Робітнича партія              | 24 квітня 1960    | 28 серпня 1963    | 3 рік, 127 днів   | Гергардсен III         | [ 29 ]        |
| —       | Ганс Борген             | Партія Центру                 | 28 серпня 1963    | 25 вересня 1963   | 0 років, 28 днів  | Люнг                   | [ 30 ]        |
| —       | Лейф Гранлі             | Робітнича партія              | 25 вересня 1963   | 12 жовтня 1965    | 1 рік, 18 днів    | Гергардсен IV          | [ 31 ]        |
|         | Б'ярне Люнгстад         | Ліберальна партія             | 12 жовтня 1965    | 21 серпня 1970    | 4 роки, 209 днів  | Бортен                 | [ 32 ]        |
|         | Галвард Ейка            | Ліберальна партія             | 21 серпня 1970    | 17 березня 1971   | 0 років, 209 днів | Бортен                 | [ 32 ]        |
| —       | Торстейн Трегольт       | Робітнича партія              | 17 березня 1971   | 18 серпня 1972    | 1 рік, 155 днів   | Браттелі I             | [ 33 ]        |
| —       | Ейнар Мокснес           | Партія Центру                 | 18 серпня 1972    | 16 жовтня 1973    | 1 рік, 60 днів    | Корвальд               | [ 34 ]        |
| —       | Торстейн Трегольт       | Робітнича партія              | 16 жовтня 1973    | 15 січня 1976     | 2 роки, 92 днів   | Браттелі II            | [ 35 ]        |
| —       | Оскар Екснес            | Робітнича партія              | 15 січня 1976     | 14 жовтня 1981    | 5 років, 363 днів | Браттелі II            | [ 36 ] [ 37 ] |
| —       | Йоган Лекен             | Консервативна партія          | 14 жовтня 1981    | 8 червня 1983     | 1 рік, 238 днів   | Віллох I               | [ 38 ]        |
| —       | Фінн Ісаксен            | Партія Центру                 | 8 червня 1983     | 4 жовтня 1985     | 2 роки, 118 днів  | Віллох II              | [ 38 ]        |
| —       | Свейн Сундсбе           | Партія Центру                 | 4 жовтня 1985     | 9 травня 1986     | 0 років, 218 днів | Віллох II              | [ 38 ]        |
| —       | Гунгільд Еянген         | Робітнича партія              | 9 травня 1986     | 16 жовтня 1989    | 3 роки, 161 днів  | Брундтланд II          | [ 39 ]        |
| —       | Анне Вік                | Партія Центру                 | 16 жовтня 1989    | 3 листопада 1990  | 1 рік, 19 днів    | Сюсе                   | [ 40 ]        |
| —       | Гунгільд Еянген         | Робітнича партія              | 3 листопада 1990  | 25 жовтня 1996    | 5 років, 357 днів | Брундтланд III         | [ 41 ]        |
|         | Даг Тер'є Андерсен      | Робітнича партія              | 25 жовтня 1996    | 17 жовтня 1997    | 0 років, 358 днів | Ягланд                 | [ 42 ]        |
|         | Коре Гйоннес            | Christian Democratic          | 17 жовтня 1997    | 21 березня 2000   | 2 рік, 156 днів   | Бондевік I             | [ 43 ]        |
|         | Б'ярне Гокон Ганссен    | Робітнича партія              | 21 березня 2000   | 19 жовтня 2001    | 1 рік, 213 днів   | Столтенберг I          | [ 44 ]        |
|         | Ларс Спонгейм           | Ліберальна партія             | 19 жовтня 2001    | 17 жовтня 2005    | 3 роки, 364 днів  | Бондевік II            | [ 45 ]        |
|         | Тер'є Ріїс-Йогансен     | Партія Центру                 | 17 жовтня 2005    | 20 червня 2008    | 2 роки, 247 днів  | Столтенберг II         | [ 46 ]        |
|         | Ларс Педер Брекк        | Партія Центру                 | 20 червня 2008    | 18 червня 2012    | 3 роки, 364 днів  | Столтенберг II         | [ 46 ]        |
|         | Трюгве Слагсвольд Ведум | Партія Центру                 | 18 червня 2012    | 16 жовтня 2013    | 1 років, 121 днів | Столтенберг II         | [ 46 ]        |
|         | Сильві Лістхауґ         | Партія прогресу               | 16 жовтня 2013    | 16 грудня 2015    | 00.035 !          | Сольберг               | [ 47 ]        |
|         | Йон Георг Даль          | Партія прогресу               | 16 грудня 2015    | досі              | 00.035 !          | Сольберг               | [ 48 ]        |